# Districtul Na Bon
Na Bon (în thailandeză นาบอน) este un district (Amphoe) din provincia Nakhon Si Thammarat, Thailanda, cu o populație de 26.428 de locuitori și o suprafață de 192,899 km².

## Componență
Districtul este subdivizat în 3 subdistricte (tambon), care sunt subdivizate în 34 de sate (muban).
| Nr. | Nume       | În thailandeză | Sate | Locuitori |  |
| --- | ---------- | -------------- | ---- | --------- |  |
| 1.  | Na Bon     | นาบอน          | 14   | 11,795    |  |
| 2.  | Thung Song | ทุ่งสง           | 10   | 7,751     |  |
| 3.  | Kaeo Saen  | แก้วแสน         | 10   | 6,882     |  |

|| 
|}